# آکسفورد (اوهایو)
آکسفورد (به انگلیسی: Oxford) شهری در ایالت اوهایو کشور ایالات متحده آمریکا است که جمعیت آن در سرشماری سال ۲۰۱۰ میلادی، ۲۱٬۳۷۱ نفر بوده‌است. این شهر دانشگاهی خانه دانشگاه میامی بوده و بر اساس نشریه معتبر فوربز به عنوان "بهترین شهر دانشگاهی" در کل ایالات متحده رتبه بندی شد. 